# Oxira obuncula
Oxira obuncula är en fjärilsart som beskrevs av George Francis Hampson 1903. Oxira obuncula ingår i släktet Oxira och familjen nattflyn. Inga underarter finns listade i Catalogue of Life.